# 1303
1303 (MCCCIII) je bilo navadno leto, ki se je po julijanskem koledarju začelo na torek.

## Dogodki

### Ugrabitev in smrt papeža Bonifacija VIII.
- februar - Francoski kancler Guillaume de Nogaret predstavi kralju Filipu VI. drzen načrt ugrabitve papeža Bonifacija VIII. in njegove nasilne privedbe v Francijo. Z izjemno dobro delujočo obveščevalno mrežo spravi tvegan načrt v tek. Naravne zaveznike najde v lacijski družini Colonna, ki je v sporu z lacijsko družino Caetani[1], kateri pripada papež Bonifacij VIII. (krstno ime: Benedetto Caetani).
- 13. april - Papež Bonifacij VIII. izobči francoskega kralja Filipa IV. Lepega.
- 20. april - Papež Bonifacij VIII. izda bulo In supremae praeminentia dignitatis, s katero ustanovi rimsko Univerzo La Sapienza. Glavni namen je, da vzpostavi visokošolsko institucijo pod neposredno kontrolo Svetega sedeža.
- 30. april - Papež Bonifacij VIII. prizna Alberta I. Habsburškega za nemškega kralja.
- 30. maj - Preobrat v boju za madžarsko krono Svetega Štefana: papež Bonifacij VIII. prizna neapeljskega princa Karla Roberta za kralja Ogrske. Do takrat najverjetnejšega kandidata češkega princa Venčeslava III. zapustijo številni podporniki.
- 26. junij - S Pariške univerze je izgnan tudi Duns Škot, ki se je v investiturnem sporu postavil na stran papeža.

- 7. september - Razžalitev v Anagniju: Guillaume de Nogaret in Sciarra Colonna[2] z dva tisoč najemniki okupirata komuno Anagni, kjer se v svoji rezidenci nahaja papež. Vsi, ki naj bi papeža varovali, pobegnejo. Pri njem ostanejo le najbolj zvesti, ki pa ne igrajo vojaške vloge. Najemniki opustošijo rezidenco in se spravijo nad papeža, ki mu Sciarra Colonna primaže klofuto. Nadaljnji linč zaustavi Guillaume de Nogaret. Ob novici ugrabitve mestna komuna nemudoma izolira napadalce v palači.
- 9. september - Milica mestne komune Anagnija prežene Francoze in jim s tem prepreči načrte, da bi papeža odvedli v Francijo, kjer bi ga javno ponižali in degradirali. Dogodek je za telesno oslabelega papeža prevelik stres, zato si ne opomore več in huje zboli.
- 11. oktober - Starostno telesno oslabel in po hudi duševni travmi septembrske ugrabitve umre papež Bonifacij VIII.. Kljub temu, da francoskemu kralju Filipu IV. ni uspelo privesti papeža v Francijo, pomeni misija za francosko krono uspeh, saj razkrije ranljivost rimskih papežev. 1304 ↔
- 22. oktober - Po kratkem konklavu umrlega papeža Bonifacija VIII. nasledi Benedikt XI.[3], 194. papež po seznamu.[4] Novi papež hiti s popravljanjem škode, ki jo je povzročil njegov predhodnik. V spravnem duhu prekliče izobčenje Filipa IV. in njegovih dvornikov ter ignorira bulo Unam sanctam. 1304 ↔
- Tega leta ustanovi Filip IV. Univerzo v Avignonu, kar je prvi institucionalni korak k avignonskemu papeštvu.

### Prva vojna za škotsko neodvisnost
- 24. februar - Bitka pri Roslinu: zaradi zimskih razmer gre za manjši spopad med Angleži in Škoti, v katerem sicer zmagajo slednji.
- maj - Začetek ponovne angleške invazije na Škotsko.
- 29. maj - Dokončno parafirano premirje med angleško in francosko krono osami škotski odpor. Francoski kralj Filip IV. vrne Vojvodino Gaskonjo angleškemu kralju Edvardu I.. Francoska princesa Izabela je obljubljena v zakon valižanskemu princu Edvardu Caernarfonu.
- julij - Angleška vojska pod vodstvom kralja Edvarda I. napreduje od Edinburgha do Pertha.↓
- Avgusta → prispe v pristaniško mesto Aberdeen. Nato se obrne proti severu, kjer se v provinci Moray obrne in začne vračati čez Višavje nazaj proti jugu. Na poti Edvard I. ne naleti na odpor, predajajo se mu vsi škotski plemiči, razen Williama Walleceja. Jedro odpora vodi baron Badenocha John III. Comyn. Druga skupina odpora se nahaja v utrdbi Stirling, ki jo nadzira vitez William Oliphant. 1304 ↔

### Države naslednice Mongolskega imperija
- začetek leta - Ilkanatska vojska zavaruje vzhodno mejo Ilkanata pred čagatajsko vojsko iz Afganistana. Po neuspešni invaziji nad indijski Delhijski sultanat (← 1299) se poskušajo afganistanski Mongoli/Moguli pod vodstvom Čutluk Hvadže, sina kana Duve, uveljaviti na meji z Ilkanatom.
- 20-22. april - Bitka na planjavi Mardž al-Saffar: odločujoča zmaga egiptovskih mamelukov pod vodstvom generala Bajbarsa nad mongolsko vojsko Ilkanata pod vodstvom generala Kutulšaha.
- 27. april - Neapeljski kralj Karel II. Anžujski, ki to leto prejme mongolsko odposlanstvo iz Ilkanata, odpošlje na ilkanatski dvor ambasadorja Gualteriusa de Lavendela. 
  - Istega leta pošlje kan Mahmud Gazan preko papeškega veleposlanika Boskarela iz Ghizolfija pismo angleškemu kralju Edvardu I., v katerem mu obljubi, da bo vrnil križarjem Jeruzalem v zameno za pomoč v boju proti egiptovskim mamelukom.
- Čagatajski kanat: da bi preprečil državljansko vojno, kan Duva prizna vladarske pravice Čaparju, sinu umrlega de facto kana Kaiduja, na območju, ki mu vlada. 1304 ↔
- Junan, Kitajska: upre se lokalno plemstvo, ki mora kriti stroške (neuspešnih) invazij v Burmo, katerih izkupiček je zgolj nekaj ohlapnih tributarnih zavez. Vrhovni kan Temür zatre upor.
- V mongolskem izgnanstvu na dvoru Zlate horde umre bivši bolgarski car Ivan Asen III.. Z njim izumre dinastija Asenov.

### Ostalo
- 1. februar - Angleški kralj Edvard I. izda Carto Mercatorio, s katero omogoči svobodno trgovanje znotraj Anglije/Walesa ter fiksira in poenoti dajatve za tuje trgovce.
- 4. marec - Umrlega prvega moskovskega kneza Daniela Aleksandroviča nasledi sin Jurij Danilovič.
- 4. april - Bitka pri Arquesu, francosko-flamska vojna: flamska Pirova zmaga nad francosko vojsko, s katero preprečijo francosko invazijo. Francozi se sicer umaknejo, vendar povzročijo Flamcem hude izgube.
- 8. avgust - Močan potres z epicentrom pod Kreto in cunami, ki mu sledi, terjata več tisoč žrtev. V potresu je nepopravljivo poškodovan tudi aleksandrijski svetilnik, eno do takrat še ohranjenih sedmih čudes sveta. Potres dodobra načne velik del zunanje gladke površine Keopsove piramide, ki konča ob vznožju piramide. V naslednjih desetletjih so ti kamni uporabljeni za gradnjo mošej in utrdb. 1323 ↔
- september - Bizantinsko cesarstvo: najemniška Katalonska združba, ki jo vodi piratski kapitan in bivši templjar Roger de Flor, prispe v Konstantinopel, kjer vstopi v službo k cesarju Androniku II. Paleologu. Katalonsko združbo sestavlja 1.500 vitezov in 4.000 visoko izurjenih pešakov-almogavarjev. 1304 ↔
- 18. oktober - Elbing, Prusija: križniki so nezadovoljni z velikim mojstrom reda Gotfridom iz Hohenloheja, ki je stacioniran v Italiji zanemarjal upravljanje redov v Prusiji in Livoniji, in ga prisilijo v abdikacijo. Novi veliki mojster meniškega viteškega reda križnikov postane dosti bolj bojeviti Sigfrid iz Feuchtwangna.
- Bitka pri Dimbosu, bizantinsko-otomanske vojne: Osmani pod vodstvom sultana Osmana I. še enkrat porazijo Bizantince, ki poskušajo pod vodstvom cesarja Andronika II. Paleologa zaustaviti napredovanje Turkov. Obe strani utrpita hude izgube, zato Bizantinci končajo na slabšem kot pred bitko.
- Umrlega vojvodo egejskega otoka Naxos Marka II. Sanuda nasledi sin Vilijem I.
- Severnozahodna Indija: sultan Delhijskega sultanata Alauddin Hildži osvoji severnoindijsko hindujsko kraljestvo Mewar.
- Angleški kralj Edvard I. potrdi Avoirdupois merski sistem, s katerim poenoti merjenje mase na osnovi funta, ki ima 16 unč. Ta merski sistem je še vedno v rabi v ZDA, medtem ko so ostale anglosaksonske dežele prešle[5] na metrični sistem.
- Kitajski matematik Zhu Shijie izda njegovo najpomembnejše delo Dragoceno (popolno, natančno) ogledalo štirih elementov (neznank), ki predstavlja vrh kitajske algebre.

## Rojstva
- 22. februar - Šidebala[6], mongolski vrhovni kan, cesar dinastije Yuan († 1323)
- 2. junij - Abu Said Bahadur, zadnji vladar Ilkanata († 1335)

Neznan datum
- Brigita Švedska, mistikinja, svetnica († 1373)
- Hodžo Takatoki, zadnji japonski regent Šogunata Kamakura († 1333)

## Smrti
- 4. marec - Daniel Moskovski, moskovski knez, pravoslavni svetnik (* 1261)
- 19. maj - Ivo Kermartin, francoski pravnik in svetnik (* 1253)
- 8. avgust - Henrik Kastiljski, kastiljski princ, vojskovodja (* 1230)
- 11. oktober - papež Bonifacij VIII. (* 1235)
- 27. oktober - Beatrika Kastiljska, portugalska kraljica (* 1242)

Neznan datum
- Ivan Asen III., bolgarski car (* 1260)
- Marko II. Sanudo, vojvoda Naxosa
- Peire Pelet, okcitanski trubadur